# Giorgio di Danimarca
Giorgio di Danimarca e Norvegia, duca di Cumberland (Copenaghen, 2 aprile 1653 – Kensington Palace, 28 ottobre 1708), nato principe di Danimarca e Norvegia, fu il consorte della Regina Anna di Gran Bretagna.

## Biografia

### Infanzia e vita in Danimarca
Giorgio nacque nel Castello di Copenaghen, figlio minore del re Federico III di Danimarca e Norvegia e della regina Sofia Amalia di Brunswick-Lüneburg. Sua madre era la sorella di Ernesto Augusto, duca di Brunswick-Lüneburg, poi Elettore di Hannover. Dal 1661, suo tutore fu Otto Grote, successivamente nominato ambasciatore dell'Hannover in Danimarca. Grote fu "più un cortigiano e un uomo di stato che un educatore" e quando lasciò la propria patria per la corte hannoveriana nel 1665, venne rimpiazzato con il più influente Christen Lodberg. Giorgio ricevette un addestramento essenzialmente militare, e compì un Grand Tour in Europa, trascorrendo otto mesi tra il 1668 e il 1669 in Francia e sei mesi in Inghilterra nel 1669. Suo padre morì nel 1670, mentre Giorgio si trovava in Italia, e il fratello maggiore Cristiano ereditò il trono danese. Giorgio tornò quindi in patria attraversando la Germania. Riattraversò il Sacro Romano Impero nuovamente nel 1672–73 per recarsi in visita alle sue sorelle, la principessa Anna Sofia e la principessa Guglielmina Ernestina, che avevano sposato rispettivamente i principi elettori di Sassonia e del Palatinato.
Nel 1674 Giorgio venne candidato al trono polacco a cui Luigi XIV aveva rinunciato. Lo strenuo luteranesimo di Giorgio fu il suo principale ostacolo per la sua elezione a sovrano della cattolicissima Polonia, e Giovanni Sobieski venne prescelto al suo posto. Nel 1677, Giorgio prestò servizio sotto il comando di suo fratello Cristiano nella Guerra di Scania contro la Svezia. Suo fratello venne catturato dagli svedesi nella Battaglia di Landskrona, e Giorgio trovò il modo per "tagliare le difese nemiche e recuperarlo dall'imminente pericolo di venire ucciso."
Come principe protestante Giorgio era considerato un partner ideale per la nipote di Carlo II d'Inghilterra, Anna. Pur essendo lontanamente imparentati (cugini di secondo grado, entrambi erano discendenti del re Federico II di Danimarca), i due non si erano mai incontrati. Giorgio venne ospitato da Carlo II a Londra nel 1669, ma Anna era nel frattempo in Francia. Danimarca e Gran Bretagna erano paesi di fede protestante, e Luigi XIV si dimostrava favorevole a un'alleanza anglo-danese nel tentativo di contenere il potere della Repubblica delle Sette Province Unite. Lo zio di Anna, Laurence Hyde, I conte di Rochester, e il Segretario di Stato per il Dipartimento Settentrionale, Robert Spencer, II conte di Sunderland, negoziarono il contratto di matrimonio in segreto per evitare che gli olandesi prendessero posizione. Il padre di Anna, Giacomo, duca di York, accolse anch'egli positivamente il matrimonio dal momento che esso metteva in ombra l'influenza di suo genero, lo stadtholder olandese Guglielmo d'Orange, che naturalmente non fu contento di questa unione.

### Il matrimonio

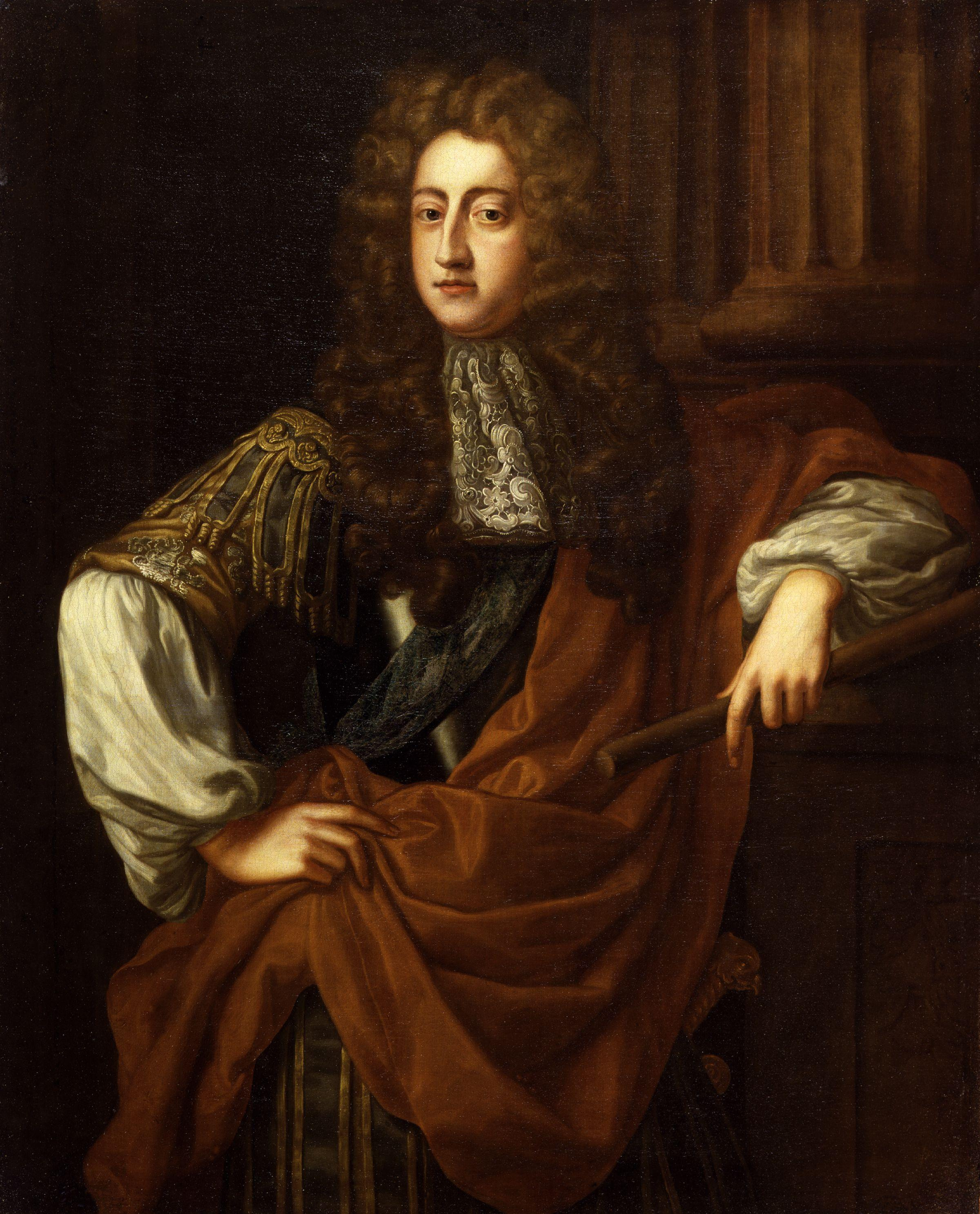
Il principe Giorgio ritratto nel 1684 da John Riley.

Giorgio e Anna si sposarono il 28 luglio 1683 presso il palazzo di St. James, a Londra. Il principe ricevette subito diversi privilegi: divenne cavaliere dell'ordine della Giarrettiera, membro del Privy Council e il Parlamento gli votò una rendita annua di 24.000 sterline di allora, poco meno di 6.250.000 euro di oggi. Non ebbe mai accesso alla Chiesa d'Inghilterra, anglicana, poiché rimase sempre di fede luterana.
Giorgio non era ambizioso e sperava di vivere una vita tutto sommato tranquilla con la moglie. Scrisse a un amico: "Parliamo di prendere il tè, di andare a Winchester, nonché di riposarci in estate, che sarà il picco della mia ambizione. Dio mi ha riservato una vita tranquilla."
Il matrimonio con Anna si rivelò molto fertile: la coppia continuava ad avere figli, che tuttavia non riuscirono a sopravvivere. Tra il 1684 e il 1700 Anna ebbe diciassette parti. Di questi, solo cinque portarono a un figlio vivo, di cui due, Maria e Giorgio, morti entro poche ore, altre due, Maria e Anna Sofia, morte di vaiolo prima dei due anni, nel 1687, e solo uno con un esito felice, con la nascita di un erede maschio, il duca di Gloucester Guglielmo, nel 1689. Il giovane principe però premorì ai genitori poiché cadde malato nel 1700, morendo poco dopo all'età di undici anni. Le altre dodici gravidanze, di cui due gemellari, terminarono tutte con aborti spontanei o nati morti.
A febbraio del 1685 il re Carlo II morì senza eredi legittimi e il suocero di Giorgio, il cattolico duca di York, divenne re con il nome di Giacomo II in Inghilterra e Irlanda e Giacomo VII in Scozia. Guglielmo d'Orange si rifiutò di partecipare all'incoronazione di Giacomo II soprattutto per il fatto che Giorgio avrebbe avuto la precedenza su di lui nel cerimoniale: infatti sebbene entrambi fossero generi del re Giacomo, Giorgio era anche figlio del fratello di un re e come tale superava di grado Guglielmo, che era statolder eletto di una repubblica.
La sorella maggiore di Anna, Maria, si era spostata nei Paesi Bassi dopo il suo matrimonio con Guglielmo d'Orange e pertanto, in patria, l'opposizione protestante a Giacomo II si concentrò essenzialmente attorno ad Anna e Giorgio. Questo gruppo politico e sociale incentrato sui due coniugi divenne noto come "Cockpit Circle" dalla residenza londinese che i due avevano presso Downing Street. Il 5 novembre 1688 Guglielmo invase l'Inghilterra in un'azione nota come "Gloriosa Rivoluzione" che riuscì infine a deporre re Giacomo II. Giorgio era stato avvisato dall'inviato danese a Londra, Frederick Gersdorff, che Guglielmo stava assemblando la flotta per l'invasione. Giorgio informò Gersdorff che l'esercito inglese appariva disaffezionato al suo stesso monarca, e come tale egli rifiutò ogni comando propostogli da Giacomo, ma prestò servizio come volontario senza commissione. Il piano alternativo di Gersdorff per evacuare Giorgio e Anna in Danimarca venne respinto dallo stesso principe. Giorgio accompagnò le truppe del re a Salisburì a metà novembre, ma altri nobili con i loro soldati presto disertarono l'esercito regio per unirsi a Guglielmo d'Orange di fronte all'incredulità del principe danese. Egli stesso prese infine la decisione di abbandonare Giacomo il 24 novembre e si schierò con Guglielmo. Nelle sue memorie, Giacomo II cercò di scusare l'atto del genero minimizzandolo come causa di altri dissapori, ma lo stesso Gersdorff riportò come questa defezione avesse particolarmente colpito il sovrano inglese. Nel dicembre di quell'anno, Giacomo si recò in esilio in Francia, e nei primi mesi dell'anno successivo Guglielmo e Maria vennero dichiarati monarchi insieme, con Anna come erede presunta. Il 2 aprile del 1689, Guglielmo proclamò un decreto per naturalizzare Giorgio come inglese, e come tale Giorgio venne creato Duca di Cumberland, Conte di Kendal e Barone di Okingham dai nuovi sovrani. Dal 20 aprile 1689 prese il seggio nella Camera dei Lords, introdotto dai duchi di Somerset e Ormonde.

### Duca di Cumberland

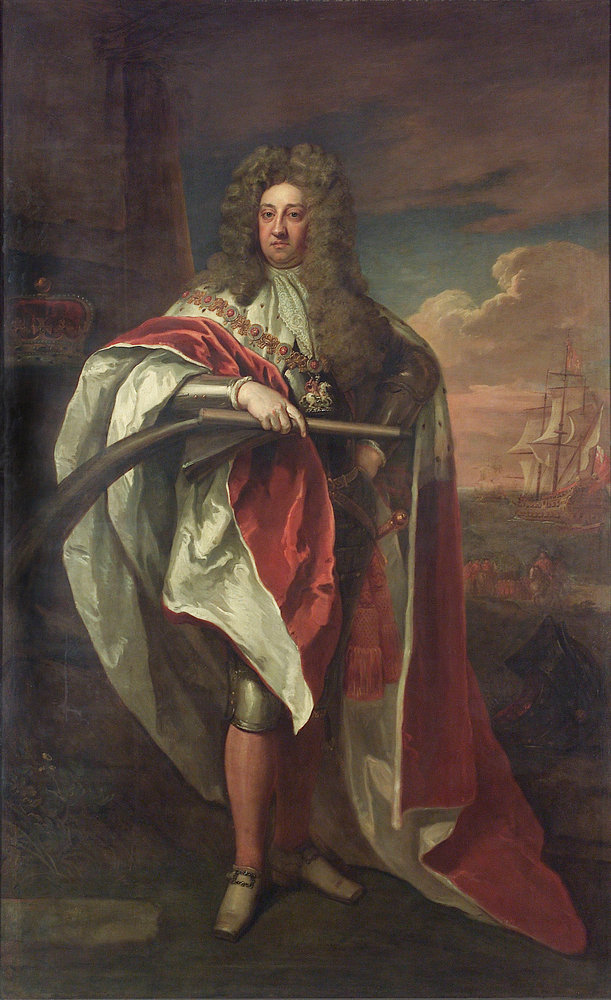
Il principe Giorgio in abiti ducali con il collare dell'Ordine della Giarrettiera, ritratto da Sir Godfrey Kneller, circa 1704. Dietro a Giorgio una nave che porta le insegne dell'ammiragliato.

Le incomprensioni tra Giorgio e Guglielmo vennero accantonate durante la rivoluzione del 1688–89 ma riemersero negli ultimi anni di regno del cognato. Giorgio aprì mutui a Femern, Tremsbüttel e Steinhorst al duca Cristiano Alberto di Holstein-Gottorp come parte della pace di Altona del 1689 negoziata da Guglielmo con Danimarca e Svezia. Durante la campagna militare di Guglielmo contro i sostenitori del re Giacomo II in Irlanda, Giorgio accompagnò le truppe inglesi supportandole a proprie spese, ma venne escluso dal comando, venendogli addirittura negato il permesso di viaggiare nella carrozza del cognato. Snobbato dall'esercito di Guglielmo, Giorgio si dedicò alla marina, entrandovi senza rango, ma venne ancora una volta ostacolato da suo cognato. Giorgio e Anna a questo punto si ritirarono dalla corte. Diversi decreti di riconciliazione vennero siglati dopo l'improvvisa morte della regina Maria di vaiolo nel 1694, fatto che rese Anna erede apparente. Nel novembre del 1699, Guglielmo infine predispose che il parlamento pagasse a Giorgio l'estinzione dei mutui aperti.
Al 1700, Anne era rimasta incinta diciassette volte; dodici volte aveva dato alla luce dei figli morti, e due dei figli sopravvissuti vissero un solo giorno. Uno dei figli della coppia che sopravvisse all'infanzia, il principe Guglielmo, duca di Gloucester, morì nel luglio del 1700 a 11 anni. Con la morte di questo erede, Anna rimase l'unica persona in linea di successione al trono sulla base di quanto stabilito dalla "Gloriosa Rivoluzione". Per estendere la linea di successione e assicurarsi un erede al trono futuro di fede protestante il parlamento varò l'Act of Settlement nel 1701, che designò gli eredi più prossimi di Anna, i principi della Casa di Hannover, come loro successori.
Giorgio non riuscì ad avere un ruolo nel governo sino a quando sua moglie Anna non succedette come sovrana inglese alla morte di Guglielmo III nel 1702. Giorgio svolse il ruolo di capo cerimoniere al funerale del sovrano. Anna subito dopo lo nominò generalissimo di tutte le forze militari inglesi (17 aprile) e Lord High Admiral, capo ufficiale ma nominale della Royal Navy (20 maggio). Il potere dell'ammiragliato era detenuto all'epoca effettivamente da George Churchill, fratello minore di John Churchill, I duca di Marlborough, grande amico di Anna e capitano generale delle forze di terra inglesi. Il principe Giorgio era rimasto in contatto con i Churchill per anni: un altro fratello Charles Churchill, era stato uno dei suoi gentiluomini di camera in Danimarca, e il duca di Marlborough aveva accompagnato Giorgio nel suo viaggio dalla Danimarca all'Inghilterra per il suo matrimonio con Anna nel 1683. Il suo segretario negli anni '80 del Seicento era il colonnello Edward Griffith, cognato della duchessa di Marlborough, la migliore amica e confidente di Anna. Giorgio aveva seguito Guglielmo III come capitano generale dell'Honourable Artillery Company, ed era stato nominato Lord Guardiano dei Cinque Porti. Anne fallì nel suo tentativo di persuadere gli Stati Generali dei Paesi Bassi a eleggere suo marito come capitano generale delle forze olandesi per mantenere unificato il comando delle forze marittime come era stato sotto il governo di Guglielmo III.

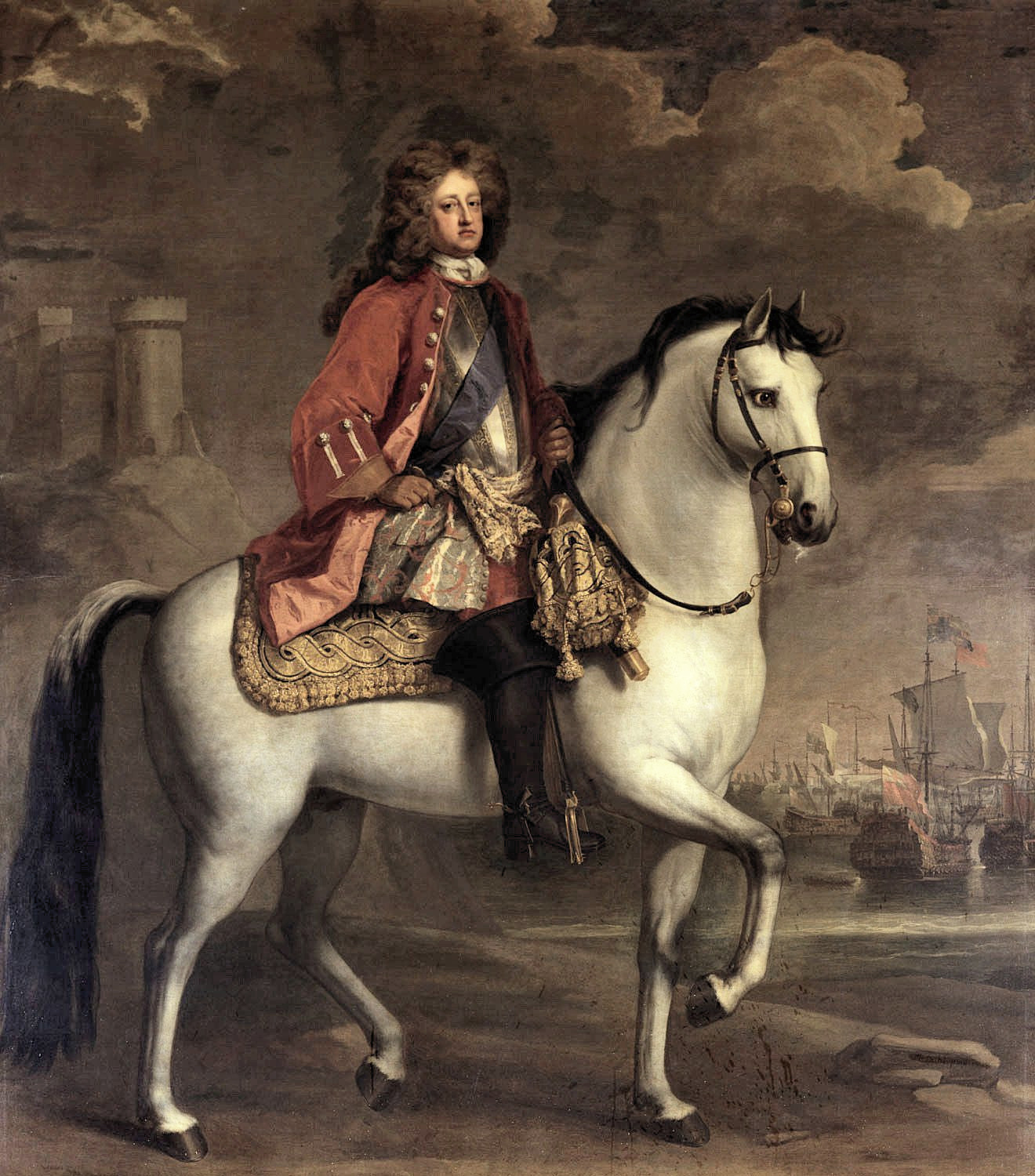
Giorgio in un ritratto equestre, dipinto da Michael Dahl, 1704

Anne convinse il Parlamento a votare un appannaggio di 500.000 sterline, circa 150.000.000 di euro di oggi, per Giorgio in caso di morte della sovrana. Il decreto passò rapidamente dalla Camera dei Comuni ma incontrò opposizioni alla Camera dei Lords. Il duca di Marlborough supportò il decreto, ma incontrò per questo l'opposizione tra gli altri di suo genero, Charles Spencer, III conte di Sunderland. Marlborough, dopo questa prova, dissuase definitivamente la regina dal richiedere al parlamento di elevare l'amato consorte al rango di principe consorte del regno di Gran Bretagna.
Di solito, durante il suo regno, Anna e suo marito trascorrevano l'inverno ai palazzi di Kensington e St James, e le estati al Castello di Windsor o ad Hampton Court, dove l'aria era più fresca. Giorgio infatti soffriva di asma e l'aria pulita della campagna lo aiutava nella respirazione. Su consiglio dei dottori, la coppia reale si recò in visita nella città termale di Bath a metà del 1702, e nuovamente l'anno successivo. Occasionalmente la coppia si recava a Newmarket per assistere alle corse dei cavalli. Durante una di queste visite Anna comprò un cavallo a Giorgio, Leeds, per l'immensa somma di mille ghinee.
Sul finire del 1702 l'Occasional Conformity Bill venne sottoposto al parlamento, con l'intento di arginare le carriere dei non anglicani nei pubblici uffici. Anna era favorevole a questa misura, e forzò pertanto Giorgio a votare il decreto alla Camera dei Lords anche se egli, come luterano, non poteva pienamente dirsi anglicano, pur rimanendo nella sfera dei protestanti. Dopo aver votato, si rivolse agli oppositori del decreto dicendo "Il mio cuore è con voi". In questa prima occasione, il decreto non ebbe sufficienti voti da parte del parlamento e venne accantonato. L'anno successivo venne riproposto, ma Anna ritirò il suo supporto dalla causa, temendo che la sua introduzione avrebbe accentuato l'opposizione tra i due principali gruppi politici, quello dei Tory (che erano favorevoli al decreto) e dei Whig (che vi si opponevano) e ancora una volta esso non ottenne voti sufficienti. Giorgio non divenne mai un anglicano sebbene sua moglie fosse a capo della chiesa d'Inghilterra durante il suo regno, mantenendo per sé anche una personale cappella per i sacramenti.
Durante i primi anni di regno di Anna i Whig ottennero molto potere e influenza a spese dei Tories. Come Lord Guardiano dei Cinque Porti, Giorgio mantenne la propria influenza politica nei porti e nella costa meridionale dell'Inghilterra, influenza che utilizzò per supportare i candidati Whig alle elezioni del 1705. Nell'elezione di quell'anno al ruolo di Speaker della Camera dei comuni, Giorgio e Anna supportarono il candidato Whig, John Smith.

### Malattia e morte

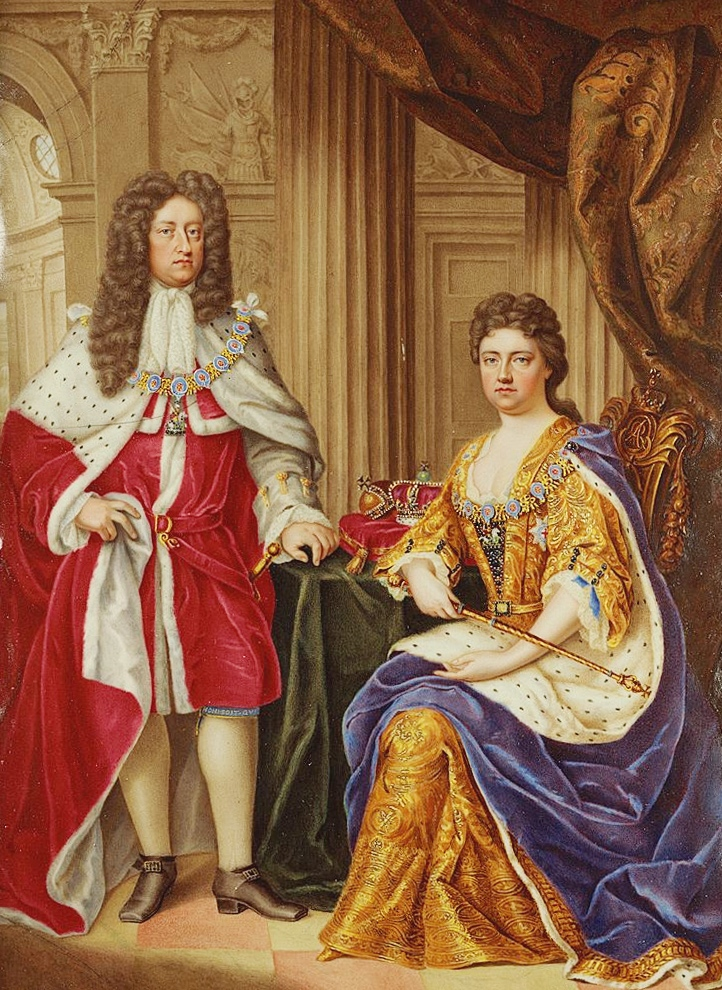
Ritratto del principe Giorgio e della regina Anna di Charles Boit, 1706

Tra marzo e aprile del 1706 Giorgio appariva gravemente malato. Tracce di sangue erano infatti state trovate nel suo catarro, ma presto si riprese, anche se apparì ancora troppo debole per prendere parte alla messa di ringraziamento tenutasi alla St Paul's Cathedral nel giugno di quell'anno per la vittoria conseguita dagli inglesi nella Battaglia di Ramillies. Mancò a un'altra messa di ringraziamento nel maggio del 1707 per celebrare gli Acts of Union con i quali Inghilterra e Scozia erano uniti nella persona del sovrano in perpetuo, perché era a riprendersi a Hampton Court.
Il Disastro navale di Scilla del 1707, nel quale la flotta comandata da Sir Cloudesley Shovell affondò rovinosamente, mise in luce i problemi all'ammiragliato, di cui Giorgio era nominalmente il responsabile. Giunsero così pressioni per sostituire l'ammiraglio Churchill con qualcuno di più dinamico. Dall'ottobre del 1708, cinque influenti politici, noti come i Whig Junto—Lords Somers, Halifax, Orford, Wharton e Sunderland—si schierarono per rimuovere sia il principe Giorgio che Churchill dai loro incarichi. Il duca di Marlborough scrisse a suo fratello consigliandogli di dare le proprie dimissioni, ma Churchill rifiutò, protetto dal principe Giorgio.
Malgrado le pressioni politiche Giorgio era ormai giunto alla fine, sofferente di asma e di idropisia. Morì alle 13.30 del 28 ottobre 1708 a Kensington Palace. La regina, non appena saputa la notizia, rimase devastata. James Brydges scrisse al generale Cadogan, "La sua morte ha gettato la Regina in un deprecabile stato di sconforto. Ella si è rifiutata di lasciarlo sino alla morte continuando a baciarlo anche mentre spirava, portando a grande difficoltà anche lady Marlborough nel cercare di farglielo abbandonare." Anne scrisse a suo nipote, Federico IV di Danimarca, "la perdita di un marito come il mio, che mi amava così caramente e devotamente, è troppo schiacciante per me." Anna era disperata e intenzionata a rimanere a Kensington con il corpo del marito, ma su pressione della duchessa di Marlborough, riluttante, si portò a St James's Palace. Anna risentì molto delle azioni intrusive della duchessa, tra le quali la rimozione del ritratto di Giorgio dalla camera da letto della regina e il suo rifiuto di restituirlo "per evitare di vedere carte o qualsiasi cosa appartenuta all'amato appena morto". Anna e la duchessa erano state sempre molto unite, ma la loro amicizia aveva iniziato a incrinarsi già per differenze politiche. L'improvvisa morte di Giorgio danneggiò ulteriormente la loro relazione. Il principe Giorgio venne sepolto con una cerimonia privata alla mezzanotte del 13 novembre all'Abbazia di Westminster.

### Personalità e ruolo
Carlo II, zio di Anna, si dice abbia detto del principe Giorgio: "l'ho visto ubriaco, l'ho visto sobrio e non c'è nulla in lui". Il principe appariva calmo e riservato. John Macky disse di lui che appariva "un uomo di famiglia, ben disposto ma modesto... grasso, amante delle notizie, delle bottiglie di vino e della regina." Scherzando sull'asma di Giorgio, Lord Mulgrave disse che il principe era costretto a respirare pesante nel caso le persone lo credessero morto e lo seppellissero. Nell'epoca della Regina Vittoria, Giorgio aveva la reputazione di un ottuso, e fu oggetto di disprezzo. La regina Vittoria era perseguitata dall'idea che suo marito, il principe Alberto, potesse essere considerato alla stregua di un "subordinato che aveva avuto un ruolo insignificante e piuttosto stupido nel regno della regina Anna" e per questo si impegnò in ogni modo a renderlo una figura importante al suo fianco. A metà degli anni '30, Winston Churchill disse che il principe Giorgio aveva "combinato ben poco", a eccezione del regno della regina Anna.

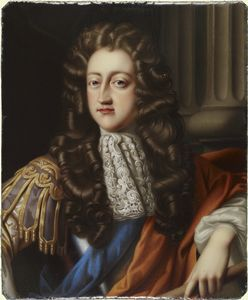
Miniatura della Royal Collection a opera di Henry Pierce Bone, 1841, acquistata dal principe Alberto.

Del resto Giorgio ebbe poco impatto nella direzione della marina inglese, ma si dimostrò sufficientemente interessato alla navigazione e alla gestione delle forze armate della marina da sponsorizzare la pubblicazione delle Observations di John Flamsteed nel 1704. Pur non essendosi distinto come uno dei politici più coloriti della sua epoca diede il proprio contributo per la costruzione di navi sempre più moderne per la marina inglese dell'epoca e supportò apertamente il governo della moglie Anna. Il loro matrimonio fu affezionato, fedele e innamorato.
Il precedente marito di una monarca inglese, Guglielmo d'Orange, era divenuto re, rifiutandosi di ottenere un rango subordinato a quello della moglie come principe consorte. Guglielmo e Maria avevano esemplificato il ruolo tradizionale dei monarchi del XVII secolo in Europa: Maria era la moglie dotata e Guglielmo deteneva il potere. Giorgio e Anna invertirono questi ruoli: Giorgio era il marito rispettoso ed era Anna a esercitare le prerogative reali. Guglielmo aveva erroneamente supposto che Giorgio avesse utilizzato il proprio matrimonio con Anna come mezzo per costruirsi un potere separato in Gran Bretagna, ma Giorgio invece non scavalcò mai l'autorità della moglie e mai tentò di intaccarne l'influenza. Anna occasionalmente utilizzava l'immagine di moglie virtuosa per sfuggire alle situazioni sgradevoli dicendo che come donna, ella poco conosceva del governo "se non quello che il principe mi dice", ma questo era chiaramente un artifizio politico. I mariti secondo la legge inglese avevano dei diritti legali anche nei confronti delle proprietà della moglie, e molti ritenevano addirittura che la sottomissione di un uomo alla donna andasse contro le leggi della chiesa. Giorgio si mantenne distante sempre da queste pretese; egli era felice di rimanere principe e duca. "Sono un suddito di Sua Maestà", diceva, "non farò nulla che non venga dal Suo comando." Nelle parole della storica Anne Somerset, "il fatto che il principe Giorgio fosse poco considerato aiutò a riconciliare il popolo con il suo status anomalo, e per questo, Giorgio ebbe maggior successo tra le donne della sua epoca." Winston Churchill scrisse di lui che "era un uomo di bell'aspetto, alto, biondo, di buona natura... Non appariva intelligente né poco colto, un uomo normale senza ambizioni, disposto da buon appetito ai piaceri della tavola. Il noto verdetto di Carlo su di lui non rende giustizia alle sue virtù in famiglia e al suo buon umore."
La Marcia del principe di Danimarca di Jeremiah Clarke venne scritta in suo onore, e la Prince George's County, nel Maryland, prese il nome da lui nel 1696. Suoi ritratti a opera di Sir Godfrey Kneller si trovano al National Maritime Museum di Greenwich, al Castello di Drumlanrig nel Dumfriesshire, e (in un doppio ritratto con George Clarke) al All Souls College di Oxford. Tra i ritratti presenti in Danimarca ne troviamo uno particolarmente noto eseguito da Willem Wissing nella collezione Reedtz-Thott e uno di Karel van Mander nella collezione reale del Palazzo di Frederiksborg.

## Onorificenze

Il monogramma personale del principe Giorgio.

## Albero genealogico
|                                    |                                            |                                        | Genitori                           |  |  | Nonni |  |  | Bisnonni                 |  |  | Trisnonni                  |  |
|                                    |                                            |                                        |                                    |  |  |       |  |  | Federico II di Danimarca |  |  | Cristiano III di Danimarca |  |
|                                    |                                            |                                        |                                    |  |  |       |  |  | Federico II di Danimarca |  |  | Cristiano III di Danimarca |  |
|                                    |                                            | Dorotea di Sassonia-Lauenburg          |                                    |  |  |       |  |  | Federico II di Danimarca |  |  |                            |  |
| Cristiano IV di Danimarca          |                                            |                                        |                                    |  |  |       |  |  | Federico II di Danimarca |  |  |                            |  |
|                                    |                                            | Sofia di Meclemburgo-Güstrow           | Ulrico III di Meclemburgo-Güstrow  |  |  |       |  |  |                          |  |  |                            |  |
|                                    |                                            | Sofia di Meclemburgo-Güstrow           | Ulrico III di Meclemburgo-Güstrow  |  |  |       |  |  |                          |  |  |                            |  |
|                                    |                                            | Sofia di Meclemburgo-Güstrow           | Elisabetta di Danimarca            |  |  |       |  |  |                          |  |  |                            |  |
| Federico III di Danimarca          |                                            | Sofia di Meclemburgo-Güstrow           |                                    |  |  |       |  |  |                          |  |  |                            |  |
|                                    |                                            | Gioacchino III Federico di Brandeburgo | Giovanni Giorgio di Brandeburgo    |  |  |       |  |  |                          |  |  |                            |  |
|                                    |                                            | Gioacchino III Federico di Brandeburgo | Giovanni Giorgio di Brandeburgo    |  |  |       |  |  |                          |  |  |                            |  |
|                                    |                                            | Gioacchino III Federico di Brandeburgo | Sofia di Liegnitz                  |  |  |       |  |  |                          |  |  |                            |  |
| Anna Caterina del Brandeburgo      |                                            | Gioacchino III Federico di Brandeburgo |                                    |  |  |       |  |  |                          |  |  |                            |  |
|                                    |                                            | Caterina di Brandeburgo-Küstrin        | Giovanni di Brandeburgo-Küstrin    |  |  |       |  |  |                          |  |  |                            |  |
|                                    |                                            | Caterina di Brandeburgo-Küstrin        | Giovanni di Brandeburgo-Küstrin    |  |  |       |  |  |                          |  |  |                            |  |
|                                    |                                            | Caterina di Brandeburgo-Küstrin        | Caterina di Brunswick-Wolfenbüttel |  |  |       |  |  |                          |  |  |                            |  |
| Giorgio di Danimarca               |                                            | Caterina di Brandeburgo-Küstrin        |                                    |  |  |       |  |  |                          |  |  |                            |  |
|                                    | Guglielmo il Giovane di Brunswick-Lüneburg | Ernesto I di Brunswick-Lüneburg        |                                    |  |  |       |  |  |                          |  |  |                            |  |
|                                    | Guglielmo il Giovane di Brunswick-Lüneburg | Ernesto I di Brunswick-Lüneburg        |                                    |  |  |       |  |  |                          |  |  |                            |  |
|                                    | Guglielmo il Giovane di Brunswick-Lüneburg | Sofia di Meclemburgo-Schwerin          |                                    |  |  |       |  |  |                          |  |  |                            |  |
| Giorgio di Brunswick-Lüneburg      | Guglielmo il Giovane di Brunswick-Lüneburg |                                        |                                    |  |  |       |  |  |                          |  |  |                            |  |
|                                    |                                            | Dorothea di Danimarca                  | Cristiano III di Danimarca         |  |  |       |  |  |                          |  |  |                            |  |
|                                    |                                            | Dorothea di Danimarca                  | Cristiano III di Danimarca         |  |  |       |  |  |                          |  |  |                            |  |
|                                    |                                            | Dorothea di Danimarca                  | Dorotea di Sassonia-Lauenburg      |  |  |       |  |  |                          |  |  |                            |  |
| Sofia Amalia di Brunswick-Lüneburg |                                            | Dorothea di Danimarca                  |                                    |  |  |       |  |  |                          |  |  |                            |  |
|                                    |                                            | Luigi V d'Assia-Darmstadt              | Giorgio I d'Assia-Darmstadt        |  |  |       |  |  |                          |  |  |                            |  |
|                                    |                                            | Luigi V d'Assia-Darmstadt              | Giorgio I d'Assia-Darmstadt        |  |  |       |  |  |                          |  |  |                            |  |
|                                    |                                            | Luigi V d'Assia-Darmstadt              | Maddalena di Lippe                 |  |  |       |  |  |                          |  |  |                            |  |
| Anna Eleonora di Assia-Darmstadt   |                                            | Luigi V d'Assia-Darmstadt              |                                    |  |  |       |  |  |                          |  |  |                            |  |
|                                    |                                            | Maddalena di Brandeburgo               | Giovanni Giorgio di Brandeburgo    |  |  |       |  |  |                          |  |  |                            |  |
|                                    |                                            | Maddalena di Brandeburgo               | Giovanni Giorgio di Brandeburgo    |  |  |       |  |  |                          |  |  |                            |  |
|                                    |                                            | Maddalena di Brandeburgo               | Elisabetta di Anhalt-Zerbst        |  |  |       |  |  |                          |  |  |                            |  |
|                                    |                                            | Maddalena di Brandeburgo               |                                    |  |  |       |  |  |                          |  |  |                            |  |